# Arsenij Jaceniuk

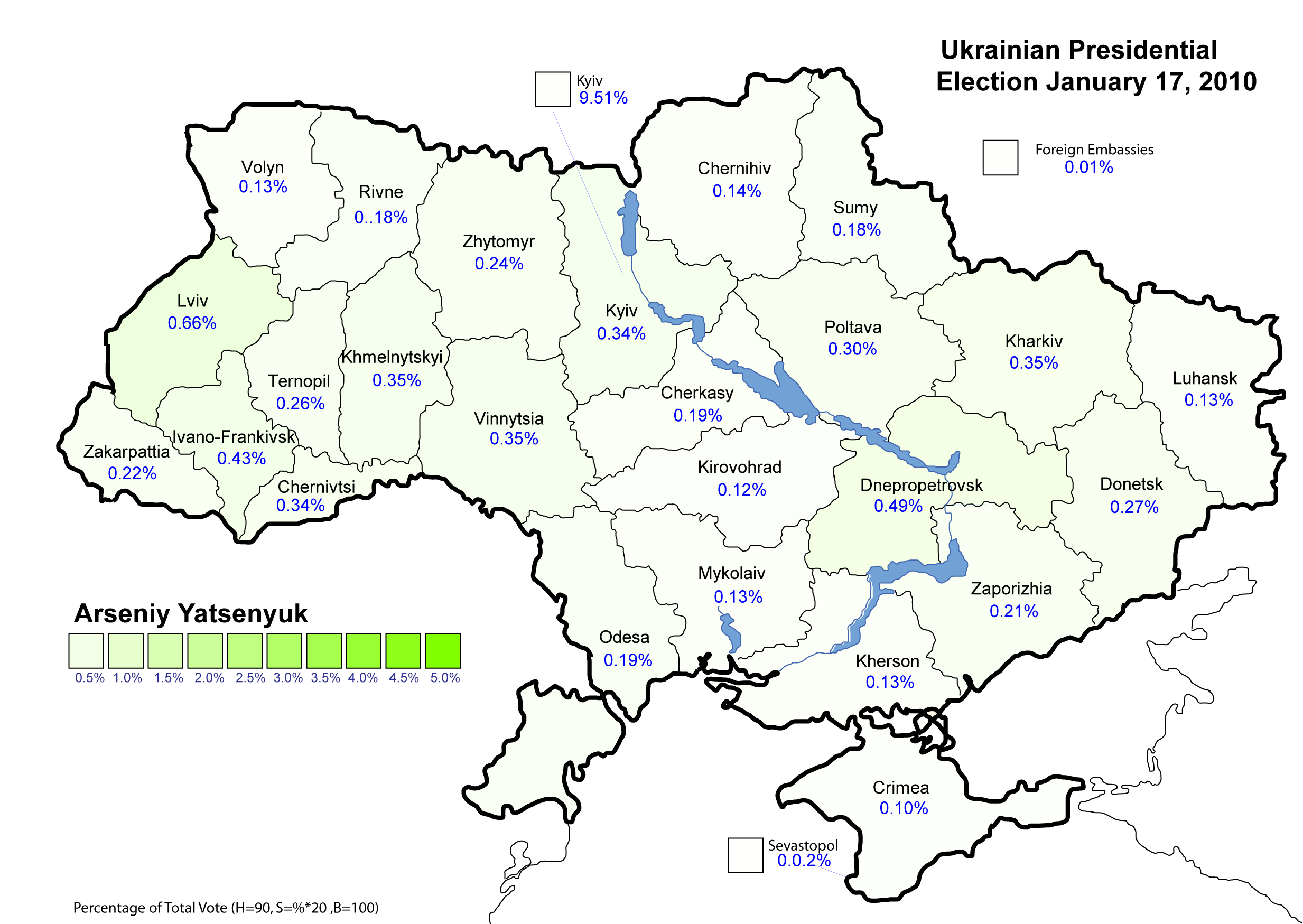
Wyniki Arsenija Jaceniuka w wyborach prezydenckich w 2010

Arsenij Petrowycz Jaceniuk (ukr. Арсеній Петрович Яценюк; ur. 22 maja 1974 w Czerniowcach) – ukraiński polityk, ekonomista i przedsiębiorca. Były minister spraw zagranicznych i były przewodniczący Rady Najwyższej, w latach 2014–2016 premier Ukrainy.

## Życiorys

### Wykształcenie i praca zawodowa
W 1996 ukończył studia na Wydziale Prawa Uniwersytetu w Czerniowcach, a w 2001 w Instytucie Handlowo-Ekonomicznym w Czerniowcach.
W latach 1992–1997 był właścicielem firmy prawniczej „JurEk”, zajmującej się m.in. obsługą prawną prywatyzacji przedsiębiorstw państwowych. Od stycznia 1998 pracował w kijowskim banku „Awal”, początkowo jako doradca w departamencie kredytowym, od grudnia 1998 jako doradca prezesa zarządu, a w sierpniu 2001 jako wiceprezes zarządu.

### Działalność polityczna i społeczna
Od września 2001 do stycznia 2003 pełnił funkcję ministra gospodarki Autonomicznej Republiki Krymu, następnie był wiceprezesem Narodowego Banku Ukrainy. Przed wyborami prezydenckimi w 2004 faktycznie kierował pracami NBU pod nieobecność prezesa Serhija Tihipki, który pełnił równolegle funkcję szefa sztabu wyborczego kandydata na prezydenta Wiktora Janukowycza.
Od 9 marca 2005 przez kilka miesięcy sprawował urząd pierwszego zastępcy szefa administracji obwodu odeskiego. 27 września tego samego roku został powołany na stanowisko ministra gospodarki w rządzie Jurija Jechanurowa. Funkcję tę pełnił do 4 sierpnia 2006. 20 września 2006 został pierwszym zastępcą szefa sekretariatu prezydenta Wiktora Juszczenki i jego przedstawicielem przy Gabinecie Ministrów.
20 marca 2007 prezydent zgłosił jego kandydaturę na urząd ministra spraw zagranicznych. Dzień później został zatwierdzony na tym stanowisku przez Radę Najwyższą. Został współzałożycielem i prezesem Fundacji Otwarta Ukraina.
W przedterminowych wyborach parlamentarnych we wrześniu 2007 był jednym z liderów bloku Nasza Ukraina-Ludowa Samoobrona. Kandydował do Rady Najwyższej z 3. miejsca na liście wyborczej. 4 grudnia tego samego roku został wybrany na przewodniczącego Rady Najwyższej jako kandydat „pomarańczowej koalicji” Bloku Julii Tymoszenko i Naszej Ukrainy-Ludowej Samoobrony. 17 września 2008 po rozpadzie koalicji rządowej podał się do dymisji, a 12 listopada odwołano go z zajmowanej funkcji.
W 2009 utworzył ruch społeczno-polityczny Inicjatywa Obywatelska Arsenija Jaceniuka „Front Zmian”. W wyborach prezydenckich w 2010 wystartował jako kandydat niezależny, zajął 4. miejsce z poparciem wynoszącym 6,96%, zdobywając 1 711 749 głosów. Został również przewodniczącym jednej z partii politycznych przekształconej w ugrupowanie Front Zmian. W 2012 obronił mandat poselski jako lider listy wyborczej Batkiwszczyny, a w 2013 został jednym z liderów tej partii.

### Premier Ukrainy
Kilka dni po odsunięciu od faktycznej władzy Wiktora Janukowycza w wyniku fali protestów Arsenij Jaceniuk 26 lutego 2014 został przedstawiony jako kandydat na stanowisko premiera. 27 lutego 2014 powołany na to stanowisko przez Radę Najwyższą (za zagłosowało 371 posłów w 450-osobowym parlamencie).
24 lipca 2014 Arsenij Jaceniuk ogłosił, iż wraz ze swoim gabinetem podał się do dymisji. Powodem decyzji premiera był formalny rozpad koalicji rządowej. Partie Udar, Swoboda i Batkiwszczyna opowiedziały się za przedterminowymi wyborami parlamentarnymi. Obowiązki premiera miał objąć wicepremier Wołodymyr Hrojsman, ostatecznie Rada Najwyższa 29 lipca 2014 nie przyjęła rezygnacji premiera.
Niespełna miesiąc później, wraz z grupą innych działaczy, wystąpił z Batkiwszczyny. We wrześniu tego samego roku stanął na czele partii Front Ludowy, uzyskując z jego ramienia w październiku 2014 mandat poselski na kolejną kadencję.
27 listopada 2014 Rada Najwyższa ponownie wybrała go na premiera. 2 grudnia jego gabinet został zatwierdzony przez parlament, rozpoczynając urzędowanie. W lutym 2016 doszło do rozpadu koalicji rządowej, prezydent Petro Poroszenko zawnioskował o dymisję premiera, parlament nie przyjął jednak wniosku o wotum nieufności. Wydarzenia te doprowadziły jednak do kryzysu politycznego na Ukrainie. Ostatecznie 10 kwietnia 2016 ogłosił swoją dymisję. 14 kwietnia został zastąpiony na stanowisku premiera Ukrainy przez Wołodymyra Hrojsmana, dotychczasowego przewodniczącego Rady Najwyższej.

## Stosunek do OUN i UPA
W ramach współtworzonej i kierowanej przez siebie Fundacji Otwarta Ukraina Arsenij Jaceniuk realizował program będący kampanią informacyjną promującą we wschodniej Ukrainie działalność OUN i UPA. W 2009 wypowiadał się jednak przeciw projektowi ustawy dotyczącej rehabilitacji członków OUN i UPA, utrzymując, że podobny akt może dzielić ukraińskie społeczeństwo. Twierdził, że większość ukraińskiego społeczeństwa przyjmuje wciąż „sowiecką propagandę” i nie jest gotowa na przyjęcie takiej ustawy, a problem powinien być rozwiązany na poziomie regionalnym.
W 2015 Rada Najwyższa przyjęła projekt ustawy autorstwa premiera Arsenija Jaceniuka (współtworzony przez deputowanego Jurija Szuchewycza) O statusie prawnym i uszanowaniu pamięci uczestników walki o niepodległość Ukrainy w XX wieku. Zgodnie z nią członkom OUN oraz UPA przyznano prawny status „bojowników o niezależność Ukrainy”, a za zaprzeczanie zasadności uczestnictwa OUN i UPA w walce o niepodległość państwa przewidziano sankcje prawne.

## Odznaczenia
- Order Księcia Jarosława Mądrego IV klasy (2017)[20]
- Order Księcia Jarosława Mądrego V klasy (2008)[21]